# Karel Smetana (politik)
Karel Smetana (* 25. září 1988 Uherské Hradiště) je český politik, ředitel Arcibiskupského zámeckého vinařství v Kroměříži, od října 2021 poslanec Poslanecké sněmovny PČR, v letech 2014 až 2018 zastupitel obce Dolní Němčí na Uherskohradišťsku, v letech 2018 až 2022 zastupitel obce Haňovice v okrese Olomouc, člen KDU-ČSL.

## Život
Pochází ze Slovácka, žil v obci Dolní Němčí na Uherskohradišťsku. Již během vysokoškolských studií si ale zamiloval Olomoucký kraj, kde se později oženil a natrvalo usadil. Při studiu pracoval jako koordinátor dobrovolnického centra a dopravní služby pro seniory a osoby se zdravotním postižením u Maltézské pomoci.
Od roku 2014 pracoval na Ministerstvu zemědělství ČR jako ministerský rada v odboru kanceláře ministra a následně v letech 2015 až 2018 jako ředitel resortní příspěvkové organizace. Od března 2019 se stal ředitelem jednoho z nejstarších vinařství v ČR i Evropě, Arcibiskupského zámeckého vinařství v Kroměříži, které se zaměřuje především na výrobu mešních vín, tedy přírodních vín nejvyšší jakosti.
Karel Smetana žije v obci Haňovice v okrese Olomouc. Je ženatý, má dva syny a jednu dceru. Mezi jeho zájmy patří kolektivní sporty a cestování.

## Politické působení
V komunálních volbách v roce 2010 kandidoval jako nestraník za KDU-ČSL do Zastupitelstva obce Dolní Němčí, ale neuspěl. Zvolen byl až ve volbách v roce 2014, již jako člen KDU-ČSL a lídr kandidátky.
V komunálních volbách v roce 2018 byl zvolen jako člen KDU-ČSL na kandidátce hnutí Nestraníci zastupitelem obce Haňovice, působil rovněž jako člen finančního výboru. V komunálních volbách v roce 2022 kandidoval do zastupitelstva Haňovic z posledního 9. místa kandidátky KDU-ČSL. Mandát zastupitele obce se mu však nepodařilo obhájit.
Ve volbách do Poslanecké sněmovny PČR v roce 2021 kandidoval z pozice člena KDU-ČSL na 4. místě kandidátky koalice SPOLU (tj. ODS, KDU-ČSL a TOP 09) v Olomouckém kraji. Vlivem 6 748 preferenčních hlasů skončil nakonec druhý a stal se poslancem.
Ve sněmovních volbách v roce 2025 kandiduje z 5. místa kandidátní listiny koalice SPOLU v Olomouckém kraji.